# Ekspozytura Inspektoratu Ceł
Ekspozytura Inspektoratu Ceł – jednostka organizacyjna Straży Granicznej pełniąca służbę wywiadowczą w Wolnym Mieście Gdańsku w latach 1929 –1939.

## Formowanie i zadania
Radykalnym sposobem polepszającym stan ochrony granicy celnej Wolnego Miasta byłoby wprowadzenie tam polskiej Straży Granicznej. Ponieważ władze Gdańska nie wyraziły na to zgody, władze polskie cześć stanowisk w polskim inspektoracie celnym w Wolnym Mieście zarezerwowały dla oficerów Straży Granicznej. Oficerowie ci obsadzili utworzoną w 1929 roku Ekspozyturę Inspektoratu Ceł w Gdańsku. Była ona zakamuflowaną placówką polskiej Straży Granicznej i jednocześnie jednostką wywiadowczą. Ekspozytura podlegała Komendzie Straży Granicznej w Warszawie, a jedynie formalnie polskiemu Inspektoratowi Ceł w Gdańsku. Wykonując zadania wywiadowcze i kontrwywiadowcze była powiązana z oddziałem II Sztabu Generalnego WP. Do jej zadań należała także obserwacja pracowników działających na obszarze Gdańska polskich instytucji, nie wyłączając Inspektoratu Ceł i Komisariatu Generalnego RP. Do jednych z ważniejszych zadań Ekspozytury Straży Granicznej w Gdańsku należała walka z tzw. kontyngentowym przemytem. Swoją siedzibę miała w willi przy ulicy Opitza 2. 

## Kierownicy delegatury
| stopień     | imię i nazwisko             | okres pełnienia służby | kolejne stanowisko |
| ----------- | --------------------------- | ---------------------- | ------------------ |
| inspektor   | Wiktor Zakliński            | 1 III 1929 – 1930      | instruktor SC SG   |
| komisarz    | Henryk Muszkiet Królikowski | 1929(??) – 1935        |                    |
| nadkomisarz | Stefan Swida                | 1935 – 1939            |                    |
| inspektor   | Wacław Spilczyński          | 30 VI 1939 -           |                    |